# Galeodes adamsi
Galeodes adamsi är en spindeldjursart som först beskrevs av Frank Archibald Sinclair Turk 1947.  Galeodes adamsi ingår i släktet Galeodes och familjen Galeodidae. Inga underarter finns listade i Catalogue of Life.